# Convento de la Preciosísima Sangre (Castellón de la Plana)
El Convento de la Preciosísima Sangre, de las religiosas Capuchinas, sito en la calle Núñez de Arce 11, en Castellón de la Plana, en la comarca de la Plana Alta, es un conjunto formado por el edificio del convento, la iglesia y el jardín, catalogado, de manera genérica, como Bien de Relevancia Local, según la Disposición Adicional Quinta de la Ley 5/2007, de 9 de febrero, de la Generalidad Valenciana, de modificación de la Ley 4/1998, de 11 de junio, del Patrimonio Cultural Valenciano (DOCV Núm. 5.449 / 13/02/2007), con código: 12.05.040-002.

## Descripción histórico-artística
La orden de las Clarisas Capuchinas llegó a Castellón de la Plana hace más de 300 años, fundándose un monasterio en la ciudad, conocido como Real Convento de las Monjas Capuchinas de Castellón; el cual constaba de diversos edificios, el destinado a la vida monacal de las religiosas (el convento propiamente dicho), la Iglesia y el jardín (parte del cual se dedicaba en ocasiones a huerto). El edificio se inició en el siglo XVII, realizándose reformas y ampliaciones hasta el siglo XVIII.
Lo más destacado del inmueble es la colección de obras de arte que en él se ha ido almacenando a lo largo de la historia. De hecho cuenta con una destacable colección de pinturas de Zurbarán, parte de las cuales se encuentran depositadas en el Museo de Bellas Artes de Castellón, gracias a un convenio que la entidad "Castelló Cultural" mantiene con la orden religiosa para salvaguardar los ‘zurbaranes’ antes de que el cierre del convento se produjera en el año 2012.
La falta de hermanas capuchinas en el convento (tan solo había tres y dos de ellas de avanzada edad), hizo que la propia orden decidiera cerrar el convento y reubicar a todas las hermanas en el convento de capuchinas de la ciudad de Barbastro. Pese al cierre temporal, Casimiro López, obispo de Segorbe-Castellón, consideraba la necesidad de que otra orden, también contemplativa, pudiera entrar en las instalaciones monacales una vez se trasladaran las hermanas capuchinas a Huesca, "pues con este fin fue construido y utilizado durante siglos".
Esto llevó al Obispado de Segorbe-Castellón a la firma de un decreto por el que el patrimonio del Real Convento de las Monjas Capuchinas, que incluye la colección de zurbaranes que ya está en el Museo de Bellas Artes, permanecerá en Castellón.
Además, dado que el convento estaba catalogado como bien de relevancia local, el Obispado debía respetar las leyes civiles sobre los bienes artísticos acuerdo con lo establecido en el informe y dictamen de la Dirección Territorial de Turismo, Cultura y Deporte de la Generalidad Valenciana el 9 de marzo de 2012, en el que se recogía que: "quedarán en Castellón de la Plana todos los bienes artísticos considerados como Colección de Bienes de Relevancia Patrimonial o de Interés Cultural y los bienes considerados Consubstanciales al Bien de Relevancia Local".